# Samsung Galaxy A8 (2016)
El Samsung Galaxy A8 (2016) (estilizado como SAMSUNG Galaxy A86) es un phablet Android producido por Samsung Electronics. Fue presentado el 30 de septiembre de 2016 por el proveedor de telecomunicaciones de Corea del Sur SK Telecom. A diferencia de la mayoría de los teléfonos inteligentes de la serie Galaxy A, el Galaxy A8 (2016) tiene un mejor procesador similar a los productos estrella de Samsung de 2015, el Samsung Galaxy S6, Samsung Galaxy S6 Edge y Samsung Galaxy Note 5.
Tras su lanzamiento, el Galaxy A8 (2016) solo está disponible en el mercado de Corea del Sur con un precio de 649 000 won surcoreanos (estimado alrededor de 580 USD), a partir del 1 de octubre de 2016. Se espera que otros países lancen el dispositivo pronto.

## Hardware
El teléfono inteligente cuenta con un SoC Exynos 7420 que consta de 4 ARM Cortex-A57 y 4 Cortex-A53 respaldados por la GPU Mali-T760MP8 y deportes 3 GB de RAM y 32 Almacenamiento interno GB, ampliable a 256 GB a través de una ranura MicroSD que también se puede usar para una segunda Nano-SIM (en versiones internacionales). El dispositivo conserva una batería no extraíble como su predecesor, con una capacidad nominal de 3500 mAh con tecnología de carga rápida adaptativa. El Galaxy A8 (2016) también cuenta con escáner de huellas dactilares y soporte para Samsung Pay con tecnologías de comunicación NFC y MST.

## Diseño
El Samsung Galaxy A8 (2016) tiene un cuerpo totalmente metálico, similar al anterior Samsung Galaxy A8. El Galaxy A8 (2016) tiene una pantalla más grande de 5,7 pulgadas en comparación con el Samsung Galaxy Note 7, pero utiliza un Full HD Super AMOLED. La pantalla frontal del Galaxy A8 (2016) está protegida por Corning Gorilla Glass 4.

## Software
El Samsung Galaxy A8 (2016) ejecuta Android 6.0.1 Marshmallow con la interfaz Grace UX introducida en el Galaxy Note 7. Una nueva función "Siempre en pantalla" muestra un reloj, un calendario y notificaciones en la pantalla cuando el dispositivo está en modo de espera, similar al Samsung Galaxy S7 y S7 Edge.